# Peckia cubensis
Peckia cubensis är en tvåvingeart som beskrevs av Carroll William Dodge 1965. Peckia cubensis ingår i släktet Peckia och familjen köttflugor.
Artens utbredningsområde är Kuba. Inga underarter finns listade i Catalogue of Life.